# Hunter (Ohio)
Hunter – jednostka osadnicza w USA, w stanie Ohio, w hrabstwie Warren, w gminie Franklin. Według danych z 2000 roku miejscowość miała 1737 mieszkańców.